# Mathieu Montcourt
Mathieu Montcourt (Parijs, 4 maart 1985 - Boulogne-Billancourt, 6 juli 2009) was een Frans professioneel tennisser. Hij werd in juli 2009 op 24-jarige leeftijd dood aangetroffen naast zijn fiets, bij de trap van zijn woning. Hij is gestorven aan een hartstilstand. Tijdens medische tests werden er geen drugs of medicijnen gevonden in zijn lichaam.

## Gokken
Montcourt kwam in 2005 in opspraak omdat hij op tenniswedstrijden gegokt had, maar niet op zijn eigen wedstrijden en met bedragen van enkele euro's. (De ATP verbiedt de aangesloten tennissers niettemin sinds 2003 op welke tenniswedstrijd dan ook te gokken). Hiervoor werd hij door de ATP voor acht (in hoger beroep teruggebracht tot vijf) weken geschorst, een periode die inging in de week van zijn dood. Tevens kreeg hij 12.000 dollar boete.
Een maand voor zijn heengaan bereikte Montcourt zijn hoogste positie op de ATP-ranglijst, toen hij 104e kwam te staan. Hij was prof sinds 2002. Zijn laatste toernooi speelde hij eind juni 2009 in Rijeka, waarin hij tot de halve finale kwam.

## Palmares
| Legenda                       | Legenda               |
| ----------------------------- | --------------------- |
| Grand Slam                    |                       |
| Olympische Spelen             |                       |
| tot 2009                      | vanaf 2009            |
| Tennis Masters Cup            | ATP Finals            |
| ATP Masters Series            | ATP Tour Masters 1000 |
| ATP International Series Gold | ATP Tour 500          |
| ATP International Series      | ATP Tour 250          |

### Enkelspel
| Nr.                  | Datum        | Toernooi      | Ondergrond | Tegenstander in finale | Score         | Details |
| -------------------- | ------------ | ------------- | ---------- | ---------------------- | ------------- | ------- |
| Gewonnen Challengers |              |               |            |                        |               |         |
| 1.                   | Januari 2007 | Durban        | Hardcourt  | Rik de Voest           | 5-7, 6-3, 6-2 |         |
| 2.                   | 23 juni 2008 | Reggio Emilia | Gravel     | Pablo Andújar          | 2-6, 6-2, 6-4 |         |
| 3.                   | 23 juli 2008 | Tampere       | Gravel     | Flavio Cipolla         | 6-2, 6-2      |         |

## Prestatietabel
| Legenda | Legenda                          |
| ------- | -------------------------------- |
| g.t.    | geen toernooi gehouden           |
| l.c.    | lagere categorie                 |
| –       | niet deelgenomen                 |
| G       | uitgeschakeld in de groepsfase   |
| 1R      | uitgeschakeld in de eerste ronde |
| 2R      | uitgeschakeld in de tweede ronde |
| 3R      | uitgeschakeld in de derde ronde  |
| 4R      | uitgeschakeld in de vierde ronde |
| KF      | uitgeschakeld in de kwartfinale  |
| HF      | uitgeschakeld in de halve finale |
| F       | de finale verloren               |
| W       | het toernooi gewonnen            |
| w-v     | winst/verlies-balans             |

### Prestatietabel grand slam, enkelspel
| Toernooi        | 2006 | 2007 | 2008 | 2009 |
| --------------- | ---- | ---- | ---- | ---- |
| Australian Open | –    | –    | 1R   | –    |
| Roland Garros   | 2R   | 2R   | –    | 2R   |
| Wimbledon       | –    | –    | –    | –    |
| US Open         | –    | –    | –    | –    |

### Prestatietabel grand slam, dubbelspel
| Toernooi        | 2007 | 2008 | 2009 |
| --------------- | ---- | ---- | ---- |
| Australian Open | –    | –    | –    |
| Roland Garros   | 1R   | –    | 1R   |
| Wimbledon       | –    | –    | –    |
| US Open         | –    | –    | –    |